# Gyges
Gyges var en lydisk konge i 7. århundrede f. Kr., grundlægger af mermnadernes dynasti, udvidede det lydiske rige og bekrigede de græske kolonier på Lilleasiens vestkyst. Til Gyges knytter sig flere mærkelige sagn; det ene, som findes hos Herodot, fortæller, at kong Kandaules for at overbevise ham om sin hustrus skønhed skjulte ham i sit eget sovekammer, og at hustruen, der havde opdaget det og følte sig krænket, så æggede Gyges til at dræbe Kandaules og ægte hende, hvorefter han af Oraklet i Delfi anerkendtes som konge i Lydien; efter det andet, som Platon fortæller i sin Stat, havde Gyges engang som hyrde fundet en seglring, som båret med stenen nedad gjorde ham usynlig, og ved hjælp af den vundet dronningens gunst og myrdet sin herre.